# Зюзино (бывшее село, Москва)
Зю́зино (Борисоглебское) — бывшее подмосковное село, в 1960 году вошедшее в черту Москвы.

## Название
Упоминается в писцовой книге 1627—1628 годов как сельцо Скрябино, Скорятино, Зюзино тож на реке Котёл . Все эти названия производны от антропонимов, зафиксированных в сводах древнерусских имён. Своим названием село обязано опричнику первой тысячи из опричных войск Ивана Грозного — Василию Зюзину, которому принадлежала усадьба Зюзино, находившаяся в пригородной деревне Скрябино.
В 1646 году деревня была приобретена боярином Глебом Ивановичем Морозовым, при котором там была построена церковь во имя благоверных князей Бориса и Глеба. Сельцо стало называться село Борисовское, Зюзино тож. Название встречается до середины XIX века, когда село превращается в сельцо Зюзино (Борисоглебское) или Зюзино-Борисоглебское. В переписи 1926 года учтена как деревня Зюзино.

## История
Заселение этой территории началось в эпоху неолита, когда здесь жили племена охотников и рыболовов. В бронзовом веке территорию заселяли представители фатьяновской культуры, скотоводы (находки каменных орудий). В эпоху железного века — представители дьяковской культуры. Во второй половине 1-го тысячелетия н. э. появляются поселения славян — вятичей и кривичей. Группа курганов в соседнем Чертанове свидетельствует о наличии здесь в XI—XIII веках поселений вятичей.
Впервые село упоминается в писцовой книге 1627 года, зафиксировавшей в Чермневе стане «сельцо Скрябине, Скорятино, Зюзино тож, на ручью, а под ним пруд».
Зюзино (Скрябино, Скорятино) последовательно находилось во владении знатных боярских родов. Существует предположение, что среди первых владельцев были потомки одной из ветвей старейшего рода Морозовых — Скрябины. Возможно, одним из первых владельцев Зюзина был «московский сын боярский Скрябин» (из рода Травиных), казнённый при князе Иване III в результате дворцовой интриги. Другое название — Скорятино. Скорятины — дворянский род, восходящий ко второй половине XVI века. В XVII веке несколько Скорятиных было стольниками и стряпчими при царском дворе.
В конце XV века селом владел Андрей Зюзя-Шетнев из рода знатных тверичей, в середине XVI века — Василий Григорьевич Зюзин — опричник первой тысячи, окольничий царя Ивана Грозного. В XVI—XVII веках Зюзины — занимавшие значительное положение при царском дворе дворяне.
Позднее Зюзином владеет стрелецкий голова Фёдор Челюскин. В писцовой книге 1627 года упоминается, что Зюзино принадлежит князю Алексею Юрьевичу Сицкому, служившему при дворе царя Бориса Годунова, затем Лжедмитрия I, Василия Шуйского и, наконец, Лжедмитрия II.
По переписи населения, в 1646 году в сельце Зюзино проживало 29 человек.

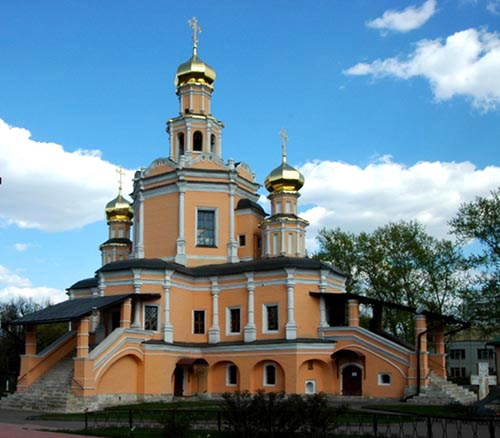
Церковь Бориса и Глеба в Зюзине

В 1644 году усадьба переходит в собственность боярина Глеба Ивановича Морозова, который строит рядом с ней деревянную церковь Бориса и Глеба, просуществовавшую до первой четверти XVIII века. Его вдова боярыня Феодосия Морозова была известным старообрядчества. Другой лидер старообрядчества протопоп Аввакум Петров неоднократно гостил у неё в селе после смерти её мужа.

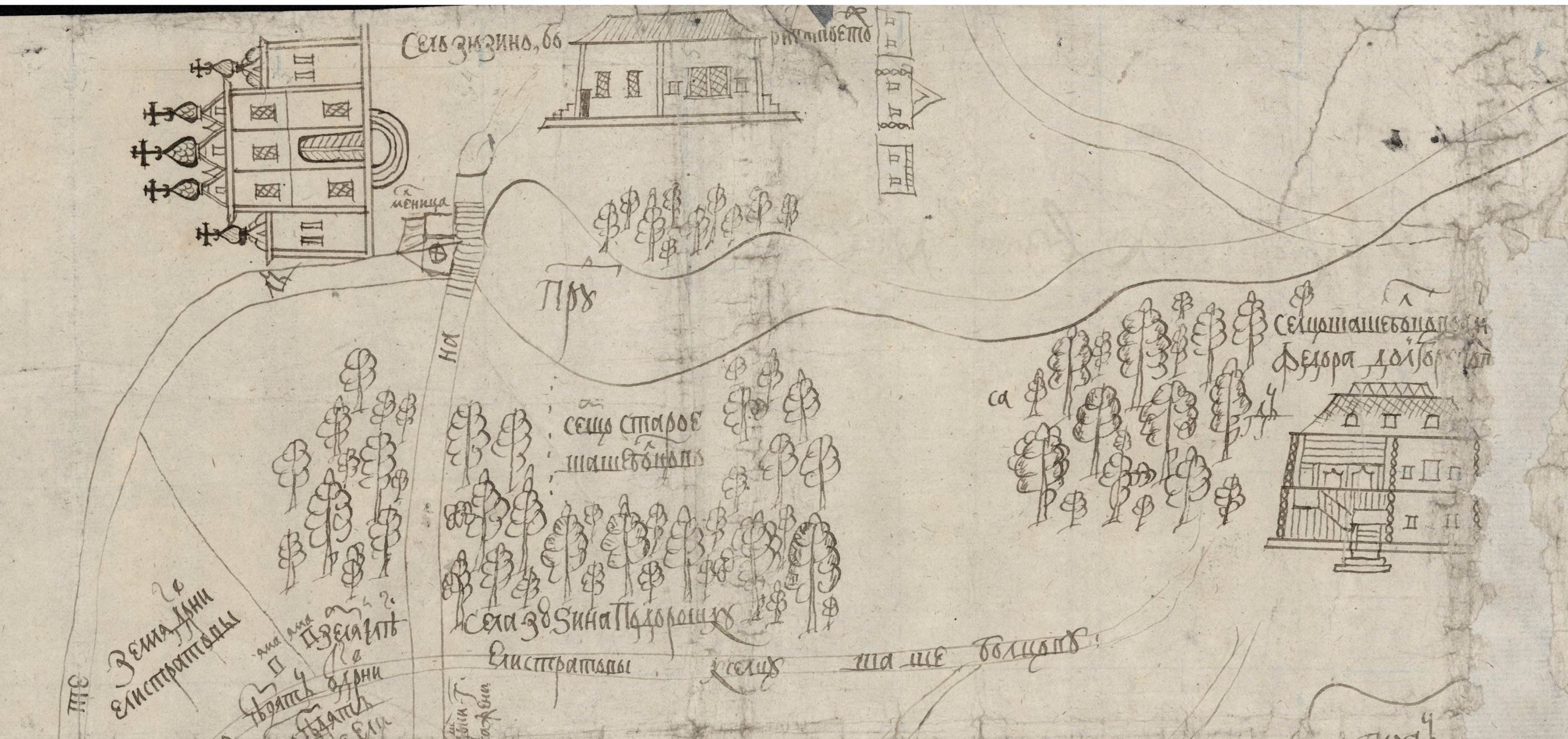
Село Зюзино и церковь на схеме 1694 года

В 1666 году все владения Морозовой были конфискованы, и Зюзино было отписано царю. В июне 1684 года поместье отдали князю Василию Одоевскому, боярину и дворецкому, а через три года — боярам Прозоровским. В 1688 году князь Борис Прозоровский выстроил деревянную церковь Бориса и Глеба. С 1697 года Борис Прозоровский начал сооружение ныне существующей каменной церкви, которая была полностью завершена в 1704 году.
Ошибочно считается. что Зюзино было единственным селом, где с 1736 года регулярно велась перепись населения — ревизские сказки. В действительности переписи затрагивали все населённые пункты Подмосковья и велись приезжими переписчиками. Зюзино славилось своими садами, в оранжереях в дореформенное время вызревали даже цитрусовые, другие южные растения.

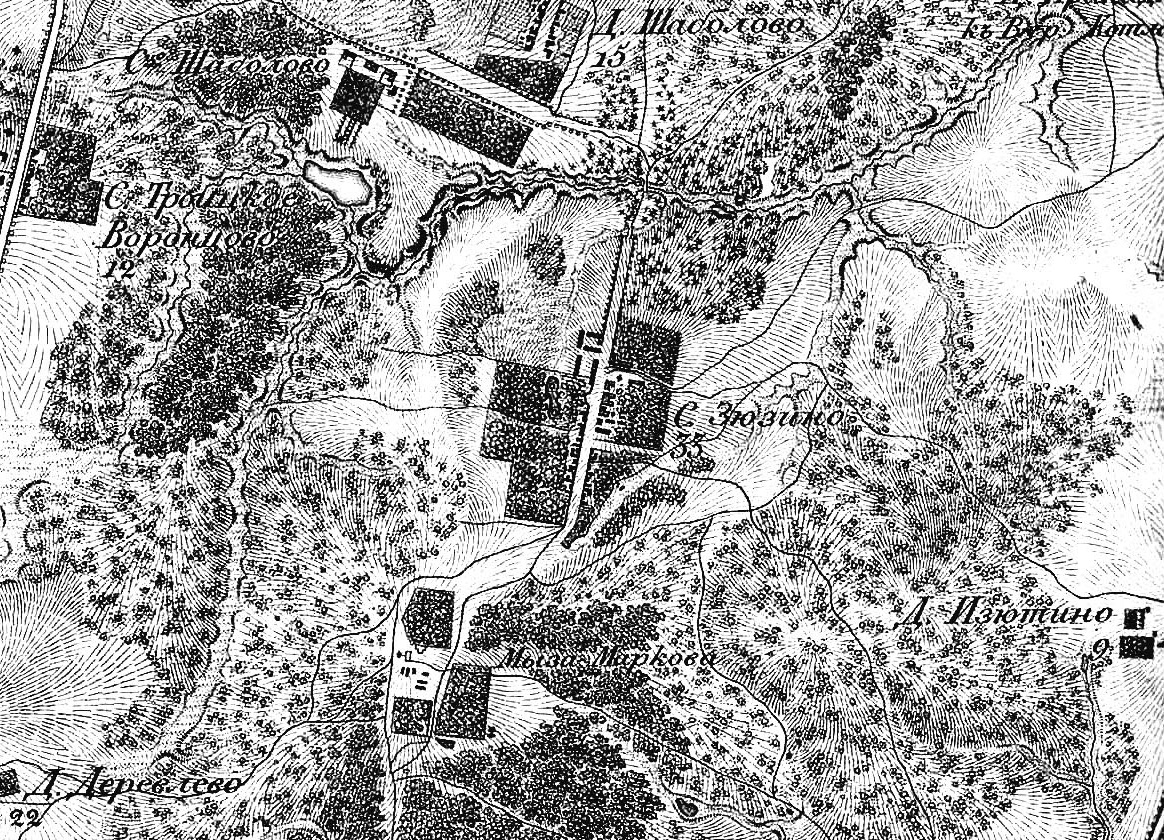
Село Зюзино на карте 1818 года

С 1785 года селом владели Бекетовы, после того как Прозоровские продали поместье Ирине Афанасьевной Князевой (Бекетовой); от неё оно перешло к П. А. Бекетову (1732—1796). Поэт И. И. Дмитриев приходился ему племянником. В 1796 году при разделе наследства Зюзино досталось сыну, Ивану Петровичу, затем — внучке, Ирине Ивановне. Бекетовы создали здесь представительную классицистическую усадьбу. Деревянный дом Прозоровских был заменён каменным двухэтажным с центральным двухсветным залом. Симметрично по сторонам дома были возведены два людских флигеля. Дом был наполовину разобран ещё до революции и не использовался последними владельцами. Северный флигель был разрушен в середине 1920-х годов. Последний владелец из рода Бекетовых, Пётр Петрович, не оставил прямых потомков, и после его смерти имение неоднократно меняло хозяев.

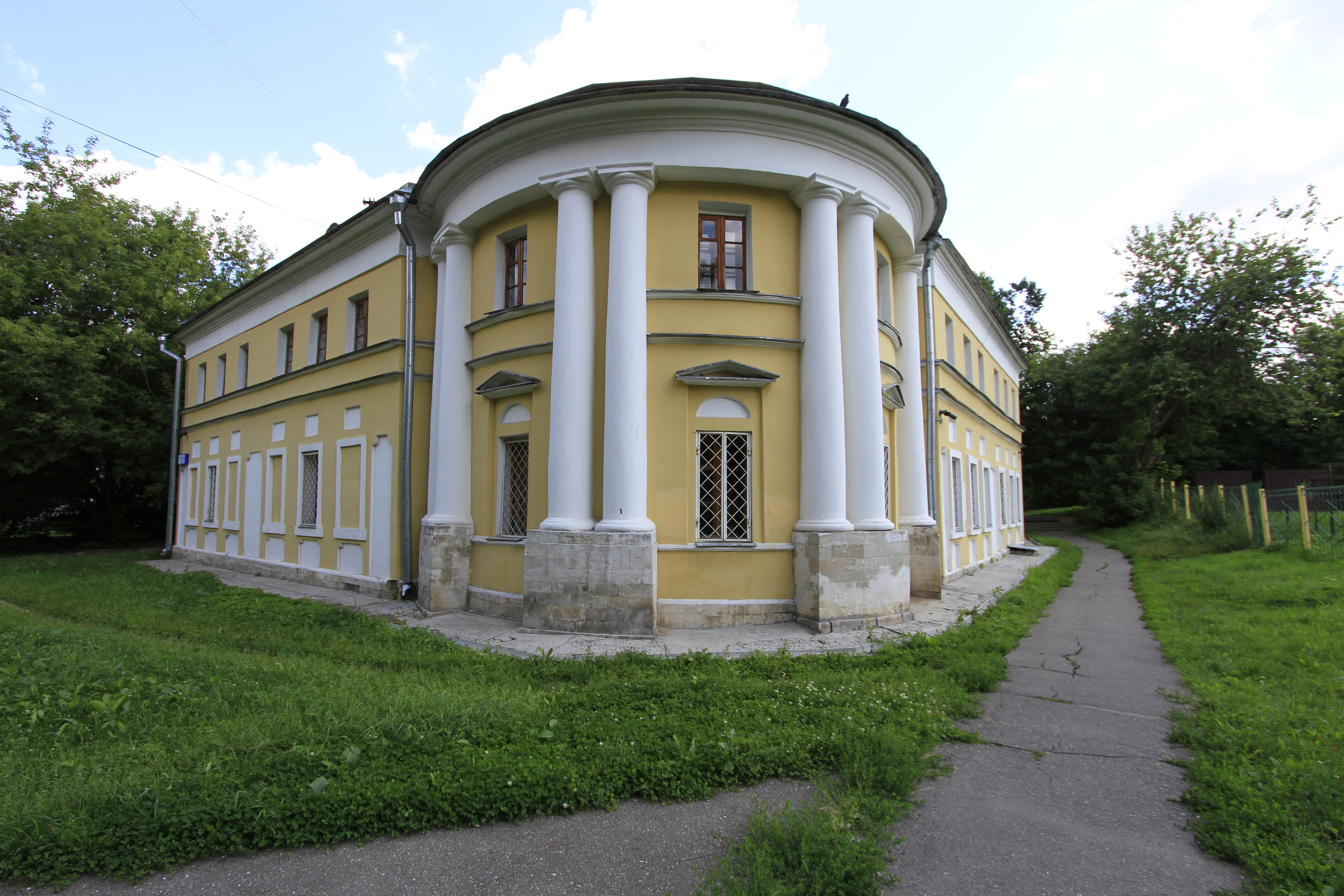
Флигель усадьбы Бекетовых

В середине XIX века при Балашовых жилые усадебные постройки использовались Московским университетом в качестве летней дачи для своих студентов и сотрудников. Несколько позднее старинный господский дом с двусветным центральным залом был частично разобран на материал для постройки окрестных дач. Были уничтожены солнечные часы, составлявшие одну из достопримечательностей Зюзина. На их месте построено здание, в котором какое-то время жила историк Е. В. Воздвиженская. Её дом тоже не сохранился.
В 1861—1918 годах село Зюзино было административным центром Зюзинской волости пятого стана Московского уезда. Волость была образованная в ходе крестьянской реформы. На севере волость граничила с Москвой, на северо-востоке — с Нагатинской волостью, на востоке — с Царицынской волостью, на юге — с Подольским уездом, на северо-западе — с Троицко-Голенищевской волостью.
В справочной издании Московской губернии 1890 года отмечалось: «Зюзинская волость почти полностью состоит из садоводов, воспитывающих вишни, сливы, яблоки; деревья для устройства английских садов. Жители имеют свои питомники, вывозят на цветной бульвар поздней осенью и раннею весною молодые деревья для торговли; они разводят всех сортов клубнику, малину, кружовник; занимаются обширною посадкою картофеля и отчасти посевом зернового хлеба: ржи и овса».
В 1873 году в Зюзине проживало 443 жителя.
В 1879 году селом владел купец 2-й гильдии А. И. Васильков, который пристроил к церкви колокольню (снесена при реставрации).
Позже имение купил купец Дмитрий Андреевич Романов. В 1885 году он построил в Зюзине кирпичный завод.
В 1917 году Зюзино переходит государству.

## В составе Москвы
В 1960 году село было присоединено к Москве, и вскоре здесь началась массовая жилищная застройка.
Топоним сохранился в названиях: Зюзинская улица (с 1982) и район Зюзино (с 1995).